# بخش امبرت
بخش امبرت (به فرانسوی: Arrondissement d'Ambert) یک بخش در فرانسه است که در پوی-دو-دم واقع شده‌است.